# قالب پرونده

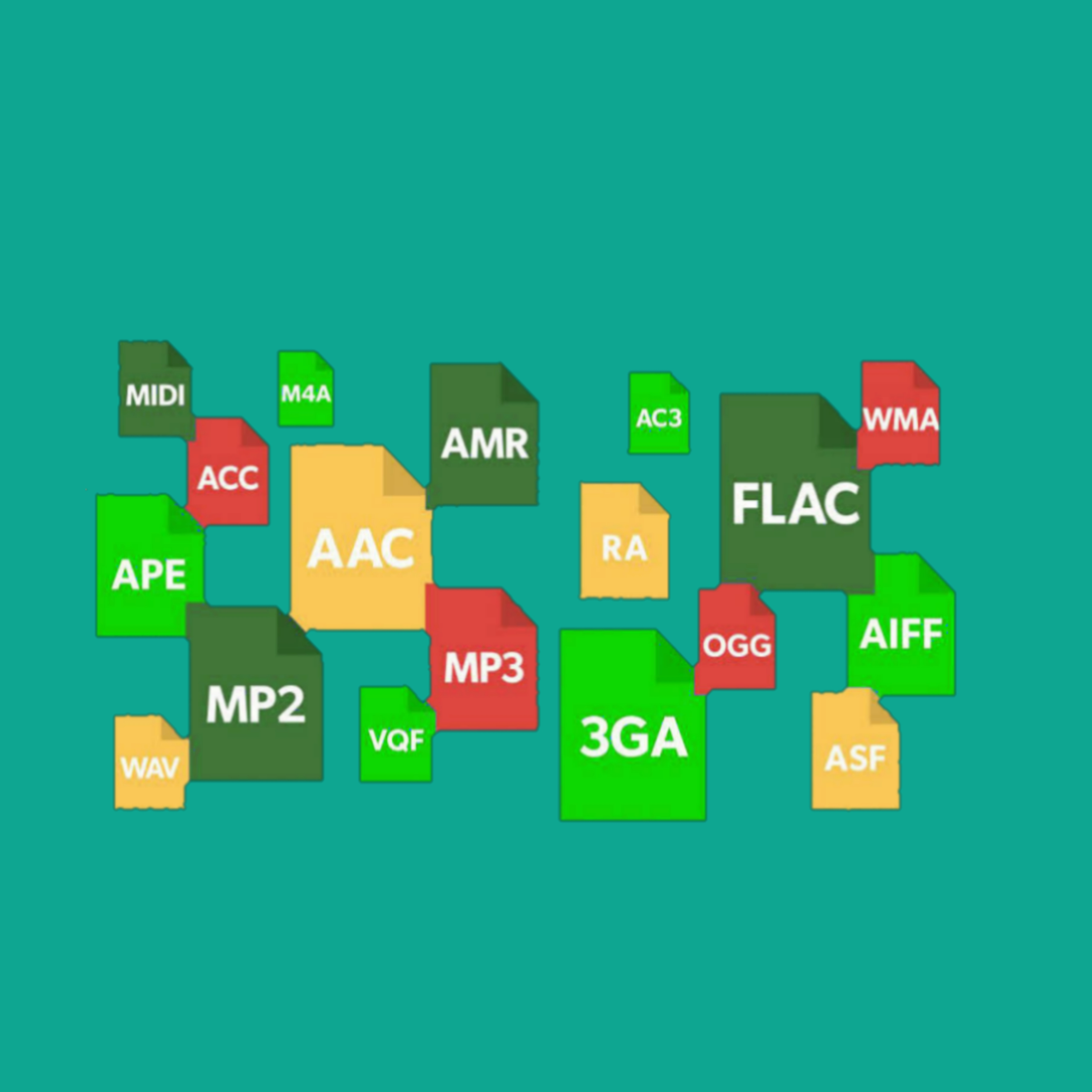
قالب‌های پرونده مربوط به موسیقی

قالب پرونده یا فایل فرمت (به انگلیسی: File format) به روش استاندارد ذخیره پرونده در رایانه گفته می‌شود.
اطلاعات و برنامه‌ها به‌وسیله فایل‌ها در حافظه رایانه نگهداری می‌شود. به این فایل‌ها گاهی پرونده نیز گفته می‌شود. پرونده‌ها با توجه به نوع محتویاتی که داخلشان وجود دارد به انواع یا قالب‌های مختلفی تقسیم می‌شوند. مثلاً قالب متنی، تصویری، صوتی، فیلم و …
فایل‌ها معمولاً دارای دو قسمت می‌باشند. یکی نام و دیگری پسوند. نام فایل نشان‌دهنده موضوع فایل یا پرونده می‌باشد و پسوند آن نشان‌دهنده نوع یا قالب پرونده است. پسوند در واقع قسمتی از نام پرونده است که پس از آخرین دات قرار دارد. البته بعضی از پرونده‌ها پسوند ندارند.
در سیستم عامل‌های گرافیکی مانند ویندوز برای تشخیص نوع یا قالب فایل راه دیگری نیز وجود دارد. بدین صورت که به هر نوع فایلی یک شکل یا آیکون خاص اختصاص داده شده‌است. مثلاً جهت فایل‌های متنی، شکل یک کاغذ، فایل‌های تصویری شکل یک کاغذ به همراه قلم مو و به همین شکل می‌توان گفت که اشکال هماهنگ با موضوع آن پرونده تعیین می‌شوند.

## مثال‌ها
پسوند فایل‌های متنی عبارتند از: DOC , DOCX , PDF , RTF , TXT و DWG
پسوند فایل‌های زیرنویس عبارتند از: SRT
پسوند فایل‌های صوتی عبارتند از: AMR , APE , Mid , MP3، MPC , OGG , TTA , WAV و WMA
پسوند فایل‌های ویدیویی عبارتند از: 3GP , AVI , BIK , DAT , FLV , MPG و WMV
MP4
پسوند فایل‌های تصویری عبارتند از: BMP , CUR , GIF , JPEG , JPG , MBM , PNG , PSD و TIFF
پسوند فایل‌های فشرده عبارتند از: jar, rar ,  , 7ZIP , NRG , BIN , CUE , ISP,IMG , IMA , ZIP و CAB
فرمت صفحات ذخیره شده از وب عبارتند از: HTML و HTM
شما نیز میتوانید برای تغییر هر گونه از فایل‌ها، پسوند آن را تغییر دهید
- هشدار، درصورت تغییر نام پسوند به نام دیگر نوع فایل تغییر می‌کند.
- در بعضی مواقع که دستگاه‌های پخش‌کننده، مثل گیرنده دیجیتال یا نمایشگر، فایل‌های تصویری با فرمت‌هایی مثل: MKV را پخش نکند، می‌توان با تغییر mkv به mp4، آن را پخش نمود. اگر فرمت فایل قابل دیدن نباشد که آن را تغییر دهیم از Folder Options تب View را انتخاب و تیک hide...file type را برداشته تا فرمت فایل‌ها قابل مشاهده و بتوان آن را تغییر داد.

### پسوند BMP
این پسوند هر پیکسل را به 3 بایت قرمز و سبز و آبی تبدیل می‌کند و دقیقاً همین طور ذخیره ‌می‌کند.

### پسوند SRT
فایل‌ها با این فرمت شامل تعدادی از این بلوک‌ها می‌شوند.
```
شمارۀ متن
زمان شروع نمایش --> زمان اتمام نمایش
متن
متن
...
```

مثلاً بخشی از یک زیرنویس srt را مشاهده می‌کنید:
```
1627
02:41:51,409 --> 02:41:55,368
...all exams have been canceled.

1628
02:41:58,049 --> 02:41:59,607
Oh, no.
```